# Послання до Тита
Послання до Тита — лист Апостола Павла до свого учня та вірного супутника Тита, книга Нового Заповіту.
Два листи до Тимотея і один до Тита становлять окрему групу листів апостола Павла. Їх зазвичай називають пастирськими листами, бо у них не містяться догматичні чи моральні повчання, а лише говориться про особливості, завдання та обов'язки пастирів Церков.

## Святий Тит
Тит був греком і язичником за народженням, як повідомляє Павло у Посланні до Галатів (Гал. 2:3). Точна дата його навернення до християнства невідома, однак у 49 р. він уже супроводжував Павла і Варнаву на Єрусалимський Собор (Гал. 2:1). Під час апостольських подорожей по Греції він виконує доручення апостола, укріплюючи у вірі місцеві церкви (2 Кор. 8:6, 2 Кор. 8:16, 2 Кор. 12:18). Після звільнення апостола  Павла з першого ув'язнення, він ставить самих своїх випробуваних учнів єпископами — Тимотея у Ефесі, а Тита — на Криті. Послання написано в той же час, що і 1-е послання Тимофію, найімовірніше у 62 — 65 роках.

## Зміст листа, та його розділи
- Вітання (Тит. 1:1-4)
- Доручення Титу самостійно поставити пресвітерів по містах острова (Тит. 1:5-9)
- Критика ложних вчителів і звичаїв критян (Тит. 1:10-16)
- Настанови різним групам віруючих (Тит. 2:1-10)
- Про благодаті Божі (Тит. 2:11-15)
- Загальні обов'язки християн Тит. 3:1-8)
- Окремі доручення і привітання (Тит. 3:9-14)